# DDCMP
DDCMP (ang. Digital Data Communications Message Protocol) – zorientowany znakowo protokół warstwy łącza danych opracowany przez firmę DEC z przeznaczeniem do szerokiego zestawu sieci komputerowych pracujących w trybie synchronicznym i asynchronicznym, z kanałami dedykowanymi lub komutowanymi, pracującymi w trybie półdupleksowym bądź dupleksowym, z połączeniem typu punkt-punkt względnie punkt-wielopunkt. DDCMP może też współpracować z interfejsami przystosowanymi do transmisji szeregowej bądź równoległej.
W protokole DDCMP występują trzy typy ramek:
- ramka informacyjna(zawierająca dane)
- ramka sterująca
- ramka kontrolna (utrzymaniowa)

Do oznaczenia poszczególnych ramek stosuje się znaki sterujące kodu ASCII:
- SOH- dla oznaczenia ramki informacyjnej
- ENQ- dla oznaczenia ramki sterującej
- DLE- dla ramki kontrolnej(utrzymanniowej)